# Дороти
Дороти Гейл е главна героиня в детския роман „Вълшебникът от Оз“ (на английски: The Wonderful Wizard of Oz), написан от Франк Баум, в началото на 20 век.

## Сюжет
Главната героиня Дороти живее в малка ферма със своите леля и чичо, и любимото куче Тото. След като буря връхлита фермата, Дороти се пренася във вълшебната земя на Оз. Решена да се върне в родния Канзас, Дороти бива упътена от добрата вълшебница от север, да потърси великия Вълшебник от Оз, живеещ в Смарагдовия град. Дороти пътува по пътя с жълтите павета, който я води през места, в които се запознава с трима приказни герои – Плашилото, Тенекиения човек и Страхливия лъв. Научавайки, че Дороти отива да се срещне с Вълшебника, новите ѝ приятели се присъединяват към нея в пътуването ѝ. След срещата ѝ с Вълшебника от Оз, Дороти трябва да се пребори с лошата вещица от запад, за да може да се прибере у дома.

## Адаптации
Известният роман бива многократно драматизиран в безброй театрални постановки, анимационни филми и филма „Магьосникът от Оз“ от 1939 година. Ролята на Дороти бива поверена на тогавашната млада надежда Джуди Гарланд. На 16-годишна възраст Джуди се справя великолепно с тази роля, благодарение на което нейната филмова и музикална кариера се изстрелва стремглаво към звездите.